# Daniel Martínez (Politiker)

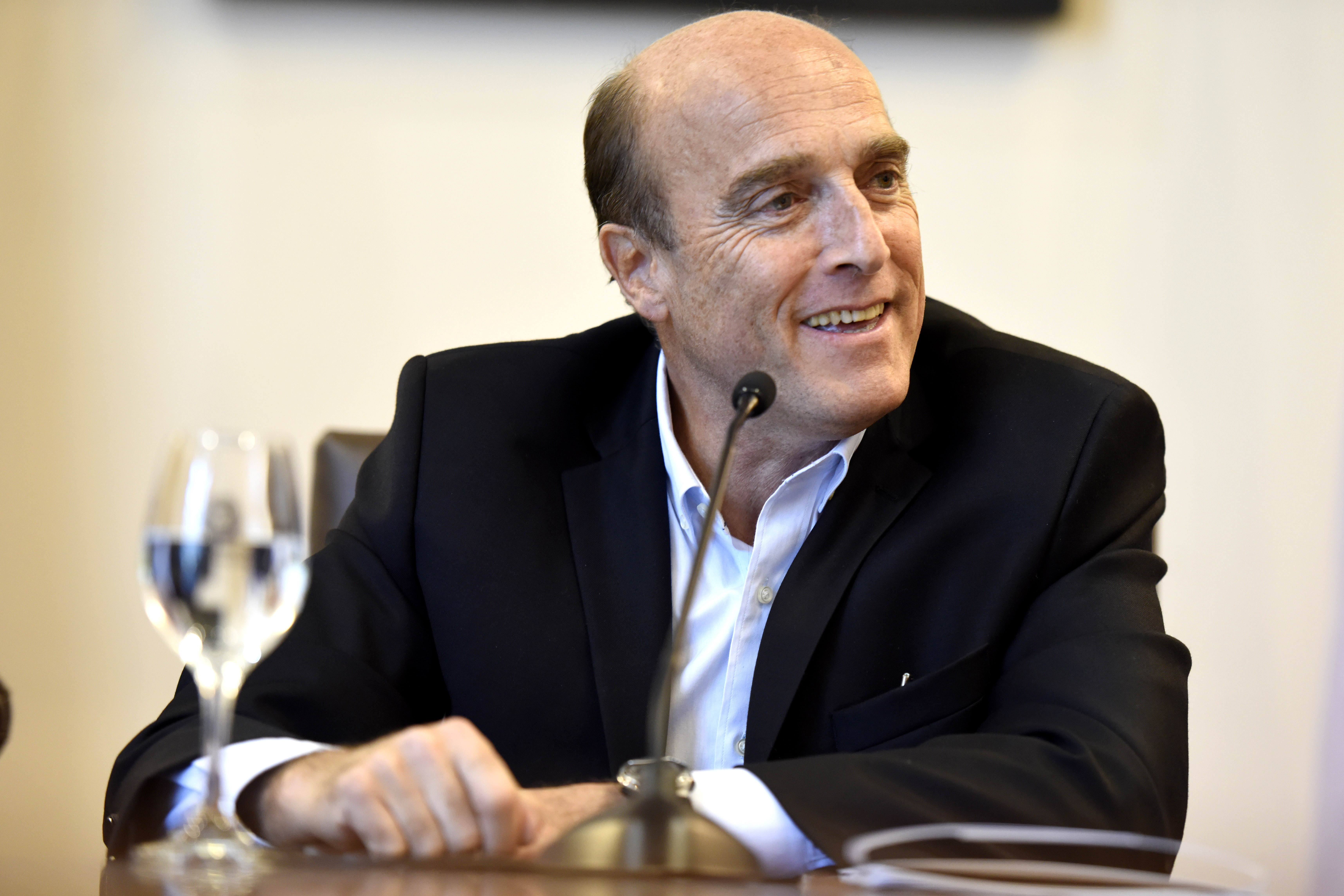
Daniel Martínez (2014)

Daniel Carlos Martínez Villamil (* 23. Februar 1957 in Montevideo) ist ein uruguayischer Ingenieur und Politiker (Frente Amplio).
2015 wurde Martínez als Bürgermeister von Montevideo gewählt.
Martínez kandidierte in den Vorwahlen vom 30. Juni 2019 und wurde als Einzelkandidat für die Präsidentschaftswahlen gewählt. Graciela Villar war seine Vizekandidatin.
Im ersten Wahlgang am 27. Oktober 2019 erreichte Daniel Martínez mit 39 Prozent die meisten Stimmen, gefolgt von Luis Alberto Lacalle Pou, der auf knapp 29 Prozent kam. Am 24. November in der Stichwahl der Präsidentschaftswahl erhielt er 47,51 Prozent und unterlag damit seinem Konkurrenten Luis Alberto Lacalle Pou, der mit 48,71 Prozent der Stimmen zum neuen Präsidenten Uruguays gewählt wurde.